# Бреїльський трамвай
Бреїльський трамвай — діюча трамвайна мережа в румунському місті Бреїла, якою керує «Браїкар» (рум. Braicar).

## Історія
Перша пропозиція побудувати дві трамвайні лінії в Бреїлі надійшла від бельгійської компанії в 1886 році, але муніципалітет відмовився. Через десять років місто уклало з німецькою компанією Helios контракт на будівництво та експлуатацію протягом 35 років мережі з 6 ліній електричного трамваю загальною протяжністю 21 км. Будівництво перших  відбувалося в 1898-1899 роках. 19 червня 1900 року після тривалих дискусій щодо характеристик електропостачання була відкрита перша ділянка між Французькою вулицею та курортом озеро Сарат.
До 1904 року мережа була в основному завершена: 7 ліній, що починалися з площа Святого Архангела. Разом із лініями до озера Сарат і Абатора загальна довжина ліній становила 18 км. У 1911 році Helios продала мережу бельгійській компанії, яка в 1929 році отримала концесію, яка діяла до 1957 року. У 1942 році концесію було викуплено, трамвайна компанія та електростанція були передані у власність міста та під адміністрацію міста і утворено ICB (Întreprindea Comunală Brăila).
Під час комуністичного періоду пасажирський транспорт у Бреїлі кілька разів реорганізовувався: з 1962 року по 31 березня 1973 року ним керувало Підприємство міського транспорту, підпорядковане Народній раді, а потім було передано Операційному підрозділу № 10 2 Повітового підприємства комунального та житлового господарства. Нарешті, у 1979 році було створено Повітове підприємство місцевого транспорту. Що стосується мережі, у 1957 році маршрути через центр міста (площа Траян) були призупинені одночасно з введенням в експлуатацію маршруту через бульвар Незалежності. У 1966 році лінію від озера Сарат до Кишкань було подовжено на 3,3 км , а у 1980-х роках – зовнішнє кільце та розширення в районах Відін і Черча.
У 1991 році компанія громадського транспорту була перейменована в Braicar, потім була включена до RATCGL Brăila разом із санітарними та адміністративними службами (1995) і знову відокремлена в 1998 році.
У 1991 році рухомий склад включав 53 трамваї Тіміш 2, 10 T4R і 10 V3A. У 1990-х роках, а саме в 1997 році, кілька трамваїв KT4D були придбані або отримані з Нюрнберга та Берліна.

## Маршрути
Станом на 2023 рік у місті налічувалося 4 регулярні трамвайні маршрути:
- 21 Раду-Негру — Відін
- 22 Раду-Негру — Відн (через бульвар Доробанцілор)
- 24 Парк Монумент — Комбінат
- 25 Парк Монумент — озеро Сарат

## Депо
Діє 2 трамвайні депо: Раду Негру на півдні міста і Відін на півночі.

## Рухомий склад
| Фото | Тип                          | В експлуатації  | №            | З них в експлуатації (2020) |
| ---- | ---------------------------- | --------------- | ------------ | --------------------------- |
|      | ITB Vo56                     |                 | 20           | 0                           |
|      | Timiș 2                      | 1975–2005       | 58           | 0                           |
|      | Tatra T4R                    | 1978–2000-і рр. | 10           | 0                           |
|      | MAN T4/B4 (з Нюрнберга)      | 1997–2015       | 10 Tw, 15 Bw | 1 Tw (технічний)            |
|      | Tatra KT4D (з Берліна)       | з 1997          | 20           | 1                           |
|      | Werkspoor GT8 (з Роттердама) | з 2005          | 10           | 2                           |
|      | SGP E1 (з Відня)             | з 2008          | 14           | 4                           |
|      | GT6 (з Граца)                | з 2016          | 6            | 1                           |
|      | Lohner GT8 (з Граца)         | з 2016          | 3            | 2                           |